# Ротонда (Флорида)
Ротонда (енгл. Rotonda) насељено је место без административног статуса у америчкој савезној држави Флорида.

## Демографија
По попису из 2010. године број становника је 8.759, што је 2.185 (33,2%) становника више него 2000. године.
| Група             | 2000.         | 2010.         |
| Белци             | 6.392 (97,2%) | 8.391 (95,8%) |
| Афроамериканци    | 29 (0,4%)     | 89 (1,0%)     |
| Азијати           | 23 (0,3%)     | 62 (0,7%)     |
| Хиспаноамериканци | 88 (1,3%)     | 168 (1,9%)    |
| Укупно            | 6.574         | 8.759         |